# هلال بن علفة التيمي
هلال بن علفة بن الفريش بن ضبارى بن نشبة التيمي (30 ق هـ - 38 هـ / 592 - 658 م ): صحابي، من الأبطال الشجعان، سيد وقائد تيم الرباب في زمانه، شهد الفتوح في عهد عمر بن الخطاب، ومنها معركة البويب ومعركة القادسية، وهو الذي قتل رستم فرخزاد يوم القادسية، قال البلاذري:«هلال بن علفة، وهو قتل رستم يوم القادسية»، وقال ابن دريد: «وهلال قتل رستم رأس الأعاجم يوم القادسية». ودخل المدائن مع سعد بن أبي وقاص.
وخرج هلال على علي بن أبي طالب بعد وقعة النهروان، وأتى ماسبذان، ومعه أبوه علفة وأخيه مجالد والمستورد وأكثر من مئتين من الخارجين، فوجه إليه علي معقل بن قيس الرياحي، فقتله معقل هو ومن معه. ونجا أخيه المستورد فاستتر في الكوفة إلى أن وليها المغيرة بن شعبة، فعاد إلى الخروج سنة 43 هـ، وبايعه أصحابه، وخاطبوه بأمير المؤمنين، وهم نحو 300 فقاتلهم المغيرة وسير إليهم معقل بن قيس الرياحي في ثلاثة آلاف، فكانت له معهم وقائع هائلة انتهت بمقتل المستورد ومعقل معا، وهما متبارزان، على مقربة من دجلة.

## النسب
- هلال بن علفة بن الفريش بن ضبارى بن نشبة بن ربيع بن عمر بن عبد الله بن لؤي بن عمرو بن الحارث بن تیم الله بن عبد مناة بن أد - الرباب - بن عامر طابخة بن إلياس بن مضر.

## فتح العراق

### الحيرة
لما بلغ عمر بن الخطاب نتائج معركة الجسر في العراق واستشهاد أبو عبيد الثقفي وصحبه فيها، ندب العرب إلى المثنى بن حارثة. فأستجاب هلال بن علفة وقدم إلى البويب ممداً للمثنى في قبائل الرباب، وفي ذلك روى الكلاعي عن المدائني: «وجاءت الرباب وعلى تيم وعدي هلال بن علفة». وقال سيف بن عمر:«وخرج هلال بن علفة التيمى فيمن اجتمع إليه من الرباب حتى أتى عمر فأمره عليهم وسرحه فقدم على المثنى». وقاتل هلال بن علفة وقومه تحت راية المثنى بن حارثة القوات الفارسية في معركة البويب أول معركة حاسمة من معارك المسلمين في العراق، والتي تعد من أهم معارك المسلمين حيث كان لها تأثير كبير في فتوح العراق، ولقد عدَها ابن كثير نظيرَ معركة اليرموك مع البيزنطيين. وكان انتصار البويب في أواخر شهر رمضان سنة 13 هـ.
بعد فتح الحيرة والانتصار العظيم في موقعة البويب، فرق المثنى جيشه في السواد وأمر جنده بإخضاع جميع العرب القاطنين في السواد لسلطة المسلمين، وأخذت فرقه تفتح سواد العراق، قال الطبري: «مخر المثنى السواد، وخلف بالحيرة بشير بن الخصاصية، وأرسل جريرًا إلى ميسان، وهلال بن علفة التيمي إلى دست ميسان».

### القادسية وفتح المدائن
بعد وفاة المثنى بن حارثة تولى سعد بن أبي وقاص قيادة المسلمين في العراق، فقاتل هلال تحت راية سعد في القادسية، وكان له في القادسية وقومه الرباب أحسن البلاء، وهو قاتل رستم، وفي ذلك قال ابن إسحاق:«وَكَانَ الَّذِي قَتَلَ رُسْتُمَ هِلالُ بْنُ عُلَّفَةَ التَّيْمِيُّ رَآهُ فَتَوَجَّهَ إِلَيْهِ، فَرَمَاهُ رُسْتُمُ بِنُشَّابَةٍ فَأَصَابَ قَدَمَهُ وَهُوَ يَتْبَعُهُ، فَشَكَّهَا إِلَى رِكَابِ سرجه، ورستم يقول بالفارسيه: بپايه، أَيْ كَمَا أَنْتَ، وَحَمَلَ عَلَيْهِ هِلالُ بْنُ عُلَّفَةَ فَضَرَبَهُ فَقَتَلَهُ، ثُمَّ احْتَزَّ رَأْسَهُ فَعَلَّقَهُ».
وقال سيف بن عمر: «ضرب هلال بن علفة الحمل الذي رستم تحته؛ فقطع حباله، ووقع عليه أحد العدلين، ولا يراه هلال ولا يشعر به ؛ فأزال من ظهره فقاراً، ويضربه ضربه فنفحت مسكاً، ومضى رستم نحو العتيق فرمى بنفسه فيه، واقتحمه هلال عليه؛ فتناوله وقد عام؛ وهلال قائم، فأخذ برجله، ثم خرج به إلى الجد، فضرب جبينه بالسيف حتى قتله». وروى اليعقوبي نحو ما ذكر سيف وقال: «قتل رستم وقع عليه عدل كان على بغل فقتله، وكان الذي طرح عليه العدل هلال ابن علفة، وصعد على سريره وصاح: قتلت رستم و رب الكعبة، إلي إلي».
وكان لهلال أثر كبير في انتصار المسلمين في معركة القادسية بقتل رستم، وفخر هلال بقتله إياه، وبموته تشتت الصفوف، وجدع أنف الفرس ولم تقم لهم قائمة، وقال هلال يومها مفتخرا:
وكان هلال أول من عبر من العرب دجلة إلى المدائن، وفي ذلك قال المدائني: « أول من عبر - دجلة - هلال بن علفة». وعبر المسلمون دجلة حتى تم لهم دخول المدائن عاصمة كسرى، وكان هلال على المقدمة في فتح المدائن في صفر سنة 16 هـ.

## الخروج عن علي بن أبي طالب
خرج هلال بن علفة على علي بن أبي طالب بعد واقعة النهروان في 200 رجلاً، فقاتله أصحاب علي بماسبذان ( حاليا ناحية السليمانية ) فقتل هلال وأخوه وأصحابه، قال البلاذري:«خرج هلال بن علفة - من تيم الرباب - ومعه أخوه مجالد، فأتى ماسبذان، فوجه إليه علي معقل بن قيس الرياحي فقتله وقتل أصحابه، وهم أكثر من مائتين، وكان قتلهم في جمادى الأولى سنة ثمان وثلاثين».